# Nesticus
Nesticus és un gènere d'aranyes araneomorfes de la família dels nestícids (Nesticidae). Fou descrit per primera vegada l'any 1869 per Tord Tamerlan Teodor Thorell.
La distribució de les espècies d'aquest gènere és per Àsia, Amèrica, Europa, i algunes a Àfrica.

## Taxonomia
Segons el World Spider Catalog, amb data de desembre de 2018, hi ha 124 espècies:
- Nesticus abukumanus  Yaginuma, 1979
- Nesticus acrituberculum  Kim, Yoo, Lee, Lee, Choi & Lim, 2014
- Nesticus afghanus  Roewer, 1962
- Nesticus akamai  Yaginuma, 1979
- Nesticus akiensis  Yaginuma, 1979
- Nesticus akiyoshiensis  (Uyemura, 1941)
- Nesticus ambiguus  Denis, 1950
- Nesticus anagamianus  Yaginuma, 1976
- Nesticus antillanus  Bryant, 1940
- Nesticus archeri  Gertsch, 1984
- Nesticus arganoi  Brignoli, 1972
- Nesticus asuwanus  Nishikawa, 1986
- Nesticus bacchus  Estol & Rodrigues, 2017
- Nesticus balacescui  Dumitrescu, 1979
- Nesticus barri  Gertsch, 1984
- Nesticus barrowsi  Gertsch, 1984
- Nesticus bishopi  Gertsch, 1984
- Nesticus brasiliensis  Brignoli, 1979
- Nesticus breviscapus  Yaginuma, 1979
- Nesticus brignolii  Ott & Lise, 2002
- Nesticus brimleyi  Gertsch, 1984
- Nesticus bungonus  Yaginuma, 1979
- Nesticus calilegua  Ott & Lise, 2002
- Nesticus campus  Gertsch, 1984
- Nesticus carolinensis  (Bishop, 1950)
- Nesticus carpaticus  Dumitrescu, 1979
- Nesticus carteri  Emerton, 1875
- Nesticus caverna  Gertsch, 1984
- Nesticus cellulanus  (Clerck, 1757)
- Nesticus cernensis  Dumitrescu, 1979
- Nesticus chikunii  Yaginuma, 1980
- Nesticus citrinus  (Taczanowski, 1874)
- Nesticus concolor  Roewer, 1962
- Nesticus constantinescui  Dumitrescu, 1979
- Nesticus cooperi  Gertsch, 1984
- Nesticus coreanus  Paik & Namkung, 1969
- Nesticus crosbyi  Gertsch, 1984
- Nesticus delfini  (Simon, 1904)
- Nesticus diaconui  Dumitrescu, 1979
- Nesticus dilutus  Gertsch, 1984
- Nesticus echigonus  Yaginuma, 1986
- Nesticus flavidus  Paik, 1978
- Nesticus furenensis  Yaginuma, 1979
- Nesticus furtivus  Gertsch, 1984
- Nesticus gastropodus  Kim & Ye, 2014
- Nesticus georgia  Gertsch, 1984
- Nesticus gertschi  Coyle & McGarity, 1992
- Nesticus gondai  Yaginuma, 1979
- Nesticus gujoensis  Yaginuma, 1979
- Nesticus higoensis  Yaginuma, 1977
- Nesticus hoffmanni  Gertsch, 1971
- Nesticus holsingeri  Gertsch, 1984
- Nesticus inconcinnus  Simon, 1907
- Nesticus ionescui  Dumitrescu, 1979
- Nesticus iriei  Yaginuma, 1979
- Nesticus ivone  Faleiro & Santos, 2011
- Nesticus iwatensis  Yaginuma, 1979
- Nesticus jamesoni  Gertsch, 1984
- Nesticus jonesi  Gertsch, 1984
- Nesticus kaiensis  Yaginuma, 1979
- Nesticus karyuensis  Yaginuma, 1980
- Nesticus kataokai  Yaginuma, 1979
- Nesticus kunisakiensis  Irie, 1999
- Nesticus kuriko  Yaginuma, 1972
- Nesticus kyongkeomsanensis  Namkung, 2002
- Nesticus latiscapus  Yaginuma, 1972
- Nesticus lindbergi  Roewer, 1962
- Nesticus longiscapus  Yaginuma, 1976
- Nesticus maculatus  Bryant, 1948
- Nesticus masudai  Yaginuma, 1979
- Nesticus mikawanus  Yaginuma, 1979
- Nesticus mimus  Gertsch, 1984
- Nesticus monticola  Yaginuma, 1979
- Nesticus nahuanus  Gertsch, 1971
- Nesticus nasicus  Coyle & McGarity, 1992
- Nesticus nishikawai  Yaginuma, 1979
- Nesticus noroensis  Mashibara, 1993
- Nesticus orghidani  Dumitrescu, 1979
- Nesticus paynei  Gertsch, 1984
- Nesticus pecki  Hedin & Dellinger, 2005
- Nesticus plesai  Dumitrescu, 1980
- Nesticus potreiro  Ott & Lise, 2002
- Nesticus potterius  (Chamberlin, 1933)
- Nesticus rainesi  Gertsch, 1984
- Nesticus rakanus  Yaginuma, 1976
- Nesticus ramirezi  Ott & Lise, 2002
- Nesticus reclusus  Gertsch, 1984
- Nesticus reddelli  Gertsch, 1984
- Nesticus salta  Torres, Pardo, González-Reyes, Rodríguez Artigas & Corronca, 2016
- Nesticus secretus  Gertsch, 1984
- Nesticus sedatus  Gertsch, 1984
- Nesticus sheari  Gertsch, 1984
- Nesticus shinkaii  Yaginuma, 1979
- Nesticus shureiensis  Yaginuma, 1980
- Nesticus silvanus  Gertsch, 1984
- Nesticus silvestrii  Fage, 1929
- Nesticus sodanus  Gertsch, 1984
- Nesticus sonei  Yaginuma, 1981
- Nesticus stupkai  Gertsch, 1984
- Nesticus stygius  Gertsch, 1984
- Nesticus suzuka  Yaginuma, 1979
- Nesticus taim  Ott & Lise, 2002
- Nesticus takachiho  Yaginuma, 1979
- Nesticus tarumii  Yaginuma, 1979
- Nesticus tennesseensis  (Petrunkevitch, 1925)
- Nesticus tosa  Yaginuma, 1976
- Nesticus unicolor  Simon, 1895
- Nesticus utatsuensis  Tanikawa & Yawata, 2013
- Nesticus vazquezae  Gertsch, 1971
- Nesticus wiehlei  Dumitrescu, 1979
- Nesticus yaginumai  Irie, 1987
- Nesticus yamagatensis  Yoshida, 1989
- Nesticus yamato  Yaginuma, 1979
- Nesticus yeongchigulensis  Kim, Ye & Kim, 2016
- Nesticus yesoensis  Yaginuma, 1979
- Nesticus zenjoensis  Yaginuma, 1978